# Ponte abitato
Un ponte abitato (o ponte edificato) è un ponte su cui, oltre alla normale attività di transito di persone e merci, sono state edificate delle strutture in pianta stabile per lo svolgimento di attività umane.

## Descrizione

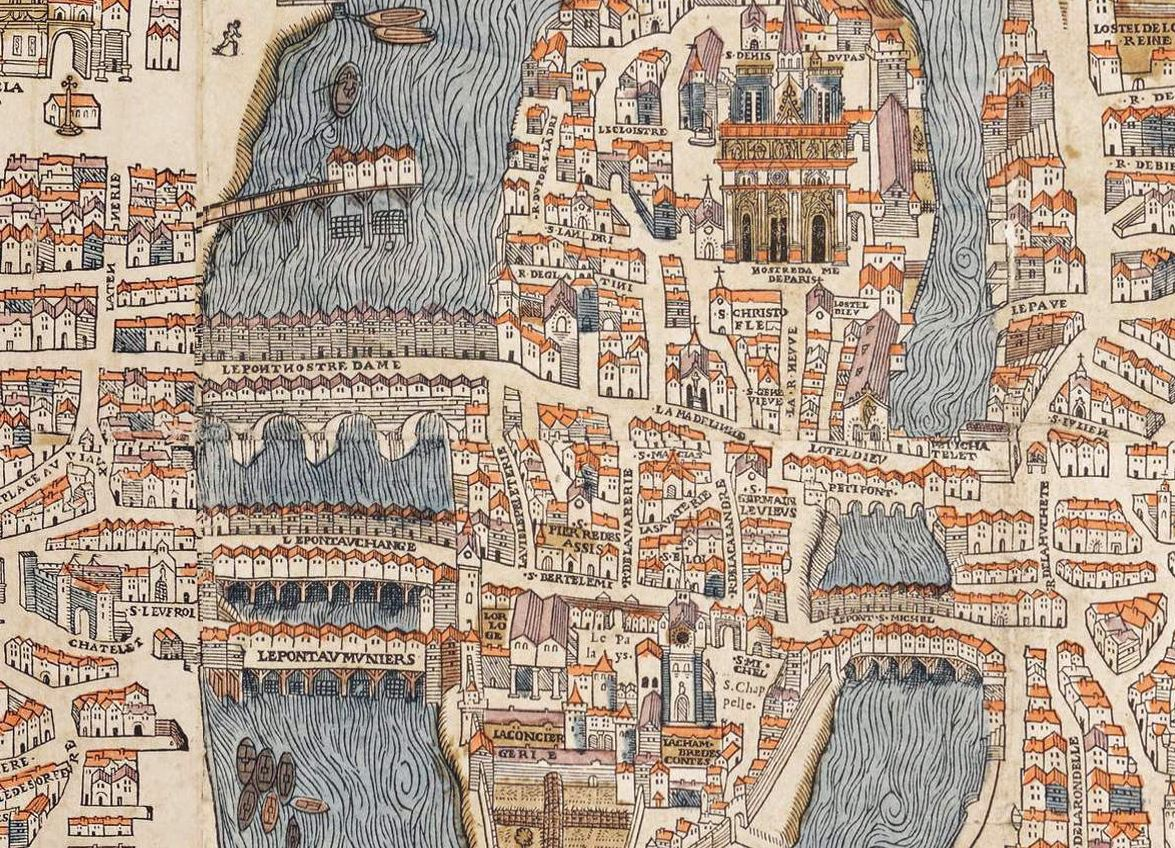
Centro di Parigi a metà Cinquecento, con i vari ponti abitati.

I ponti abitati sono stati molto in uso durante il medioevo, quando si voleva preservare una certa continuità tra gli edifici delle due sponde a cui il ponte era collegato.
I ponti abitati stanno ricevendo una rinnovata attenzione.
Non sono da confondere con i ponti coperti, che semplicemente si distinguono dai ponti normali solo per essere provvisti di una copertura (solitamente sono ponti pedonali), o con le passerelle aeree (meglio note in inglese con il termine di skyways o skybridge) che servono a congiungere direttamente due edifici (di cui un esempio storico noto è il Ponte dei Sospiri a Venezia).

## Lista di ponti abitati
Segue la lista dei ponti abitati/edificati nel mondo, con indicato tra parentesi i ponti costruiti negli ultimi anni (sono esclusi i 'ponti' costruiti sopra le autostrade/superstrade e adibiti a compiti di ristorazione):

### Europa
- Krämerbrücke - Erfurt, Germania
- Innere Brücke (o anche Kleine Venedig) - Esslingen am Neckar, Germania
- Alte Nahebrücke - Bad Kreuznach, Germania
- Pont de Rohan - Landerneau, Francia
- Pont des Marchands - Narbona, Francia
- Ponte Vecchio - Firenze, Italia
- Ponte di Rialto - Venezia, Italia
- Ponte Pulteney - Bath, Regno Unito
- High Bridge - Lincoln, Regno Unito
- Entrepotbrug - Amsterdam, Paesi Bassi (ponte moderno)
- The Twist - Jevnaker, Norvegia (ponte moderno)
- Ponte Coperto - Loveč, Bulgaria

### Resto del mondo
- Ponte di Anshun - Chengdu, Cina
- Ponte giapponese (o anche Chùa cầu) - Hội An, Vietnam

## Galleria d'immagini

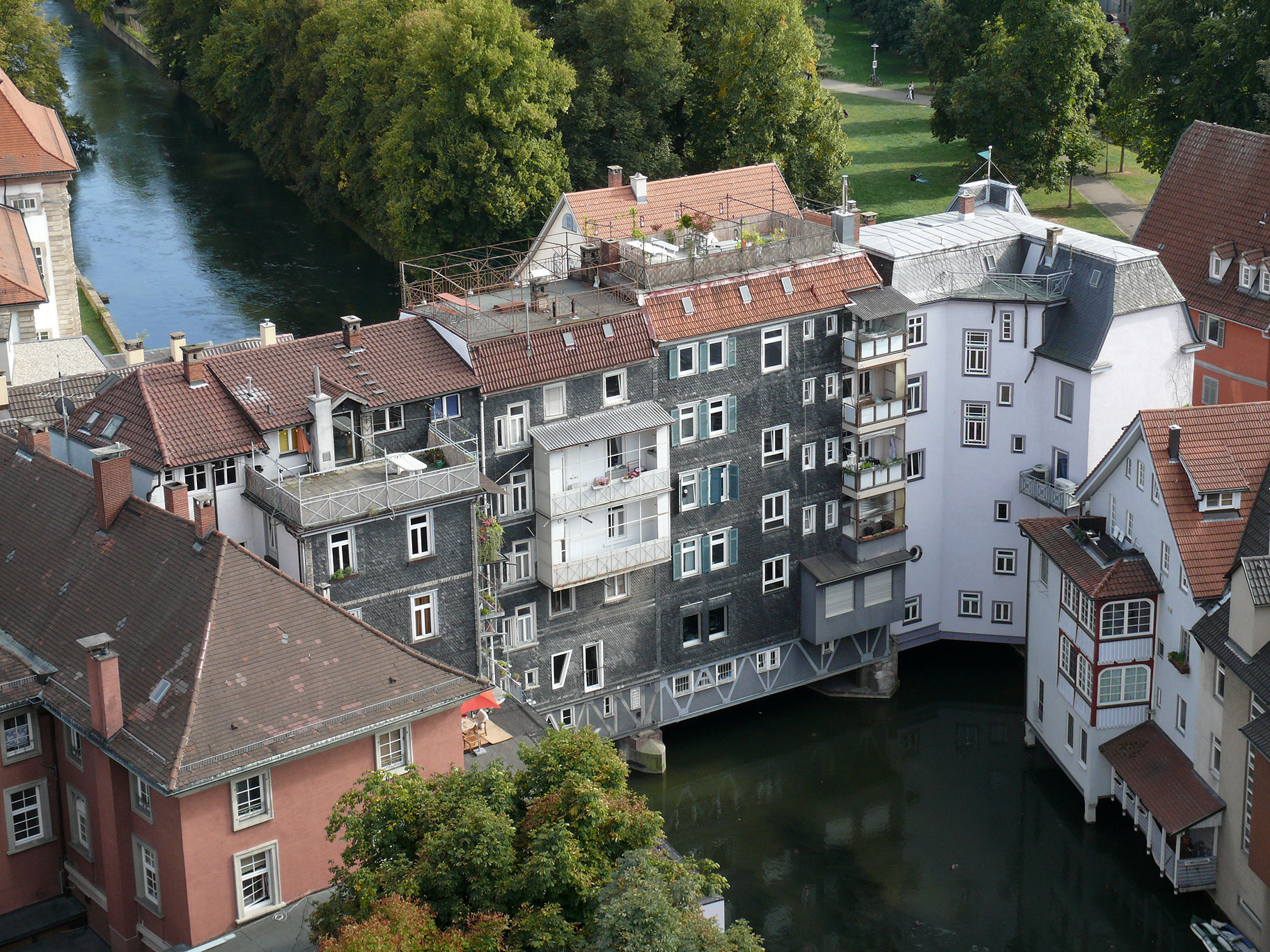
Innere Brücke (o Kleine Venedig), Esslingen sul Neckar, Germania
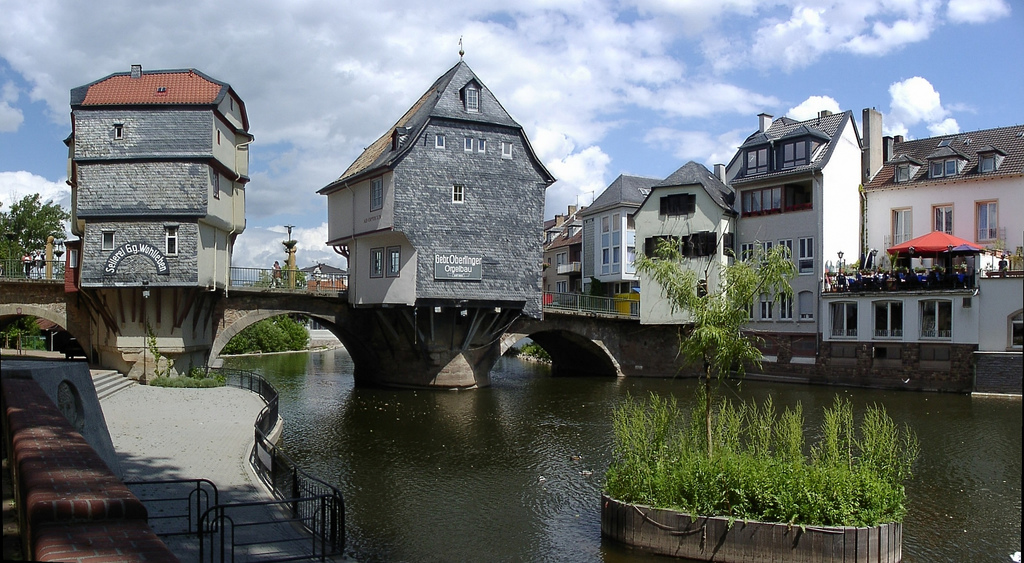
Alte Nahebrücke, Bad Kreuznach, Germania
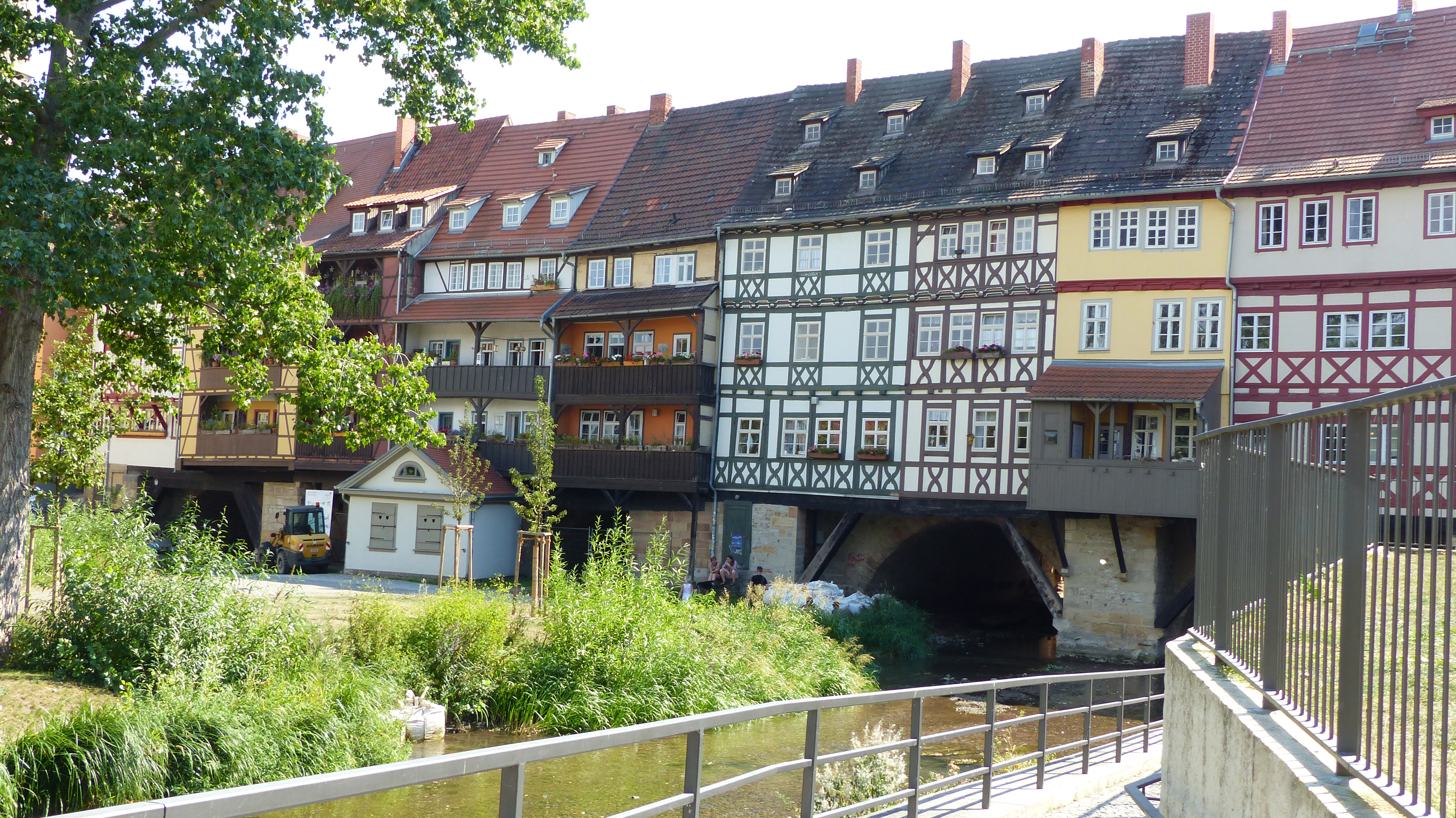
Krämerbrücke, Erfurt, Germania
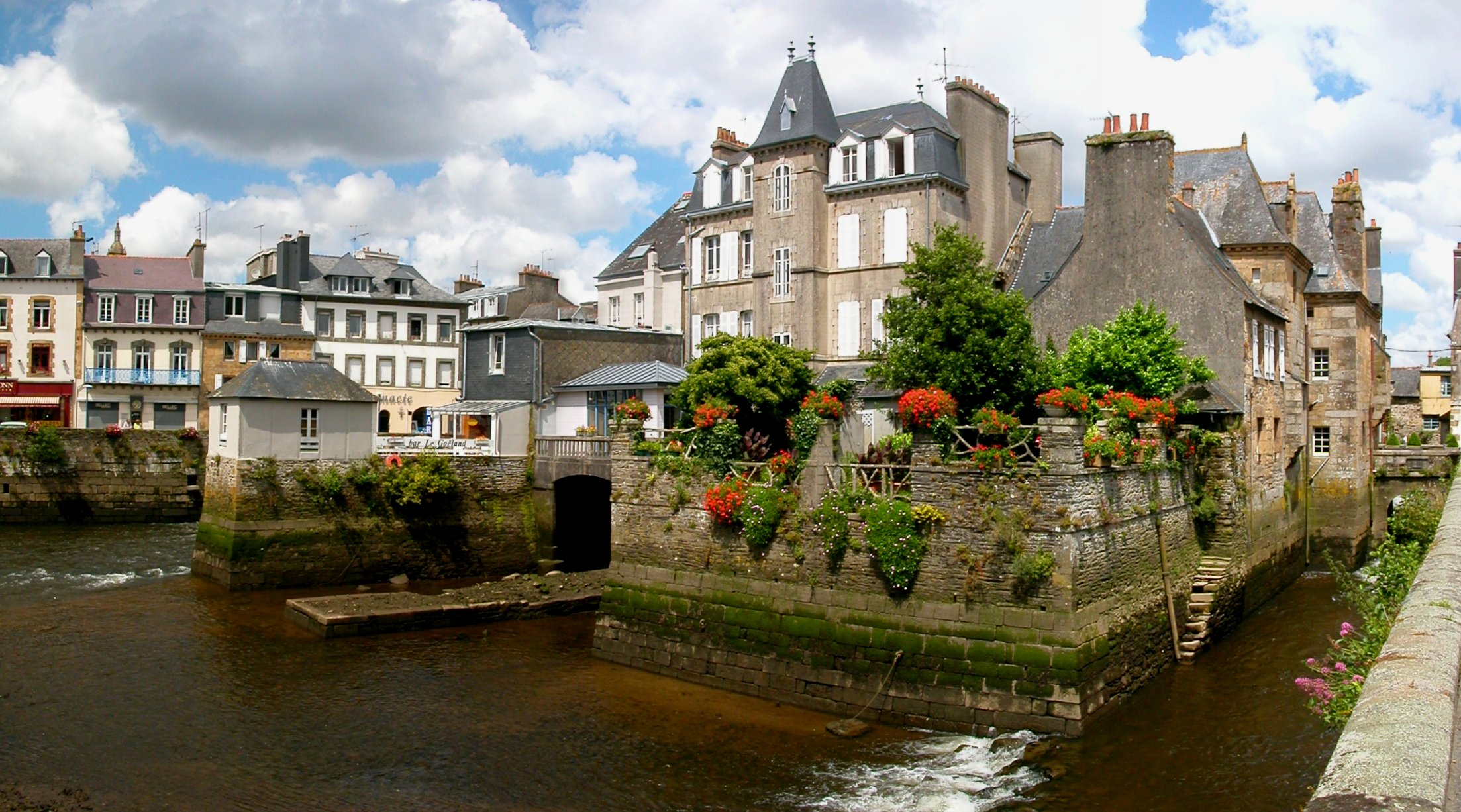
Pont de Rohan, Landerneau, Francia
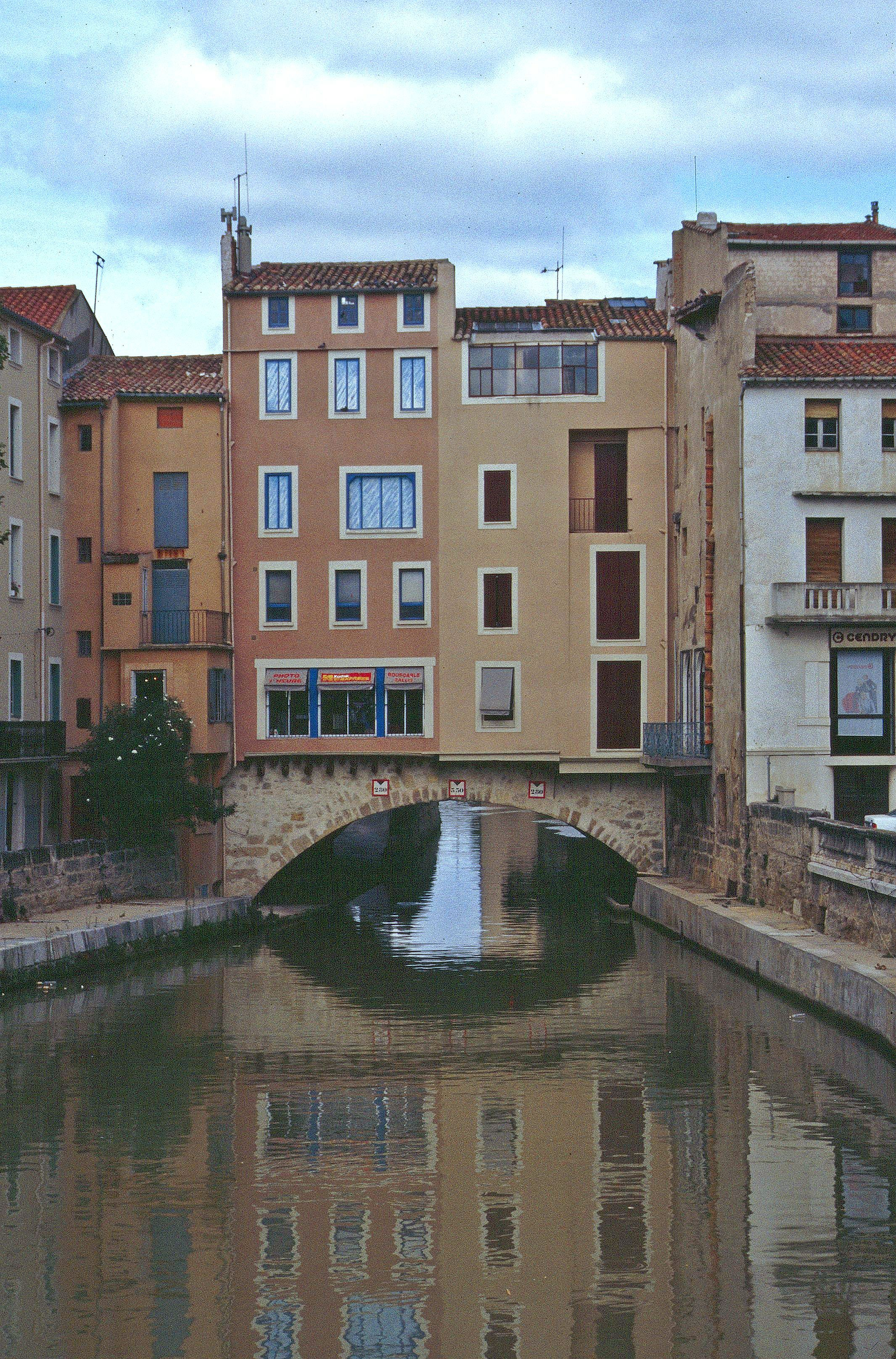
Pont des Marchands, Narbona, Francia
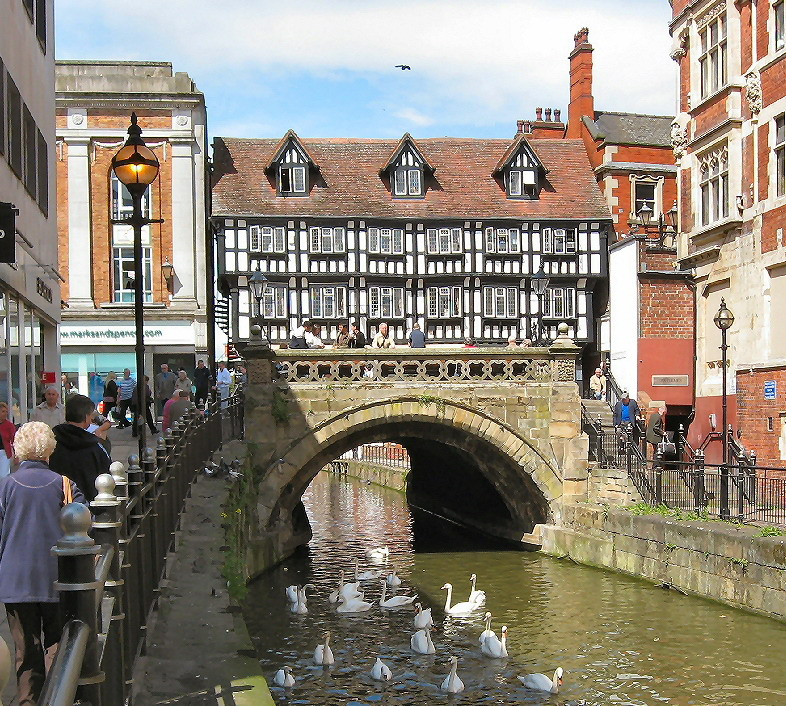
High Bridge, Lincoln, Regno Unito
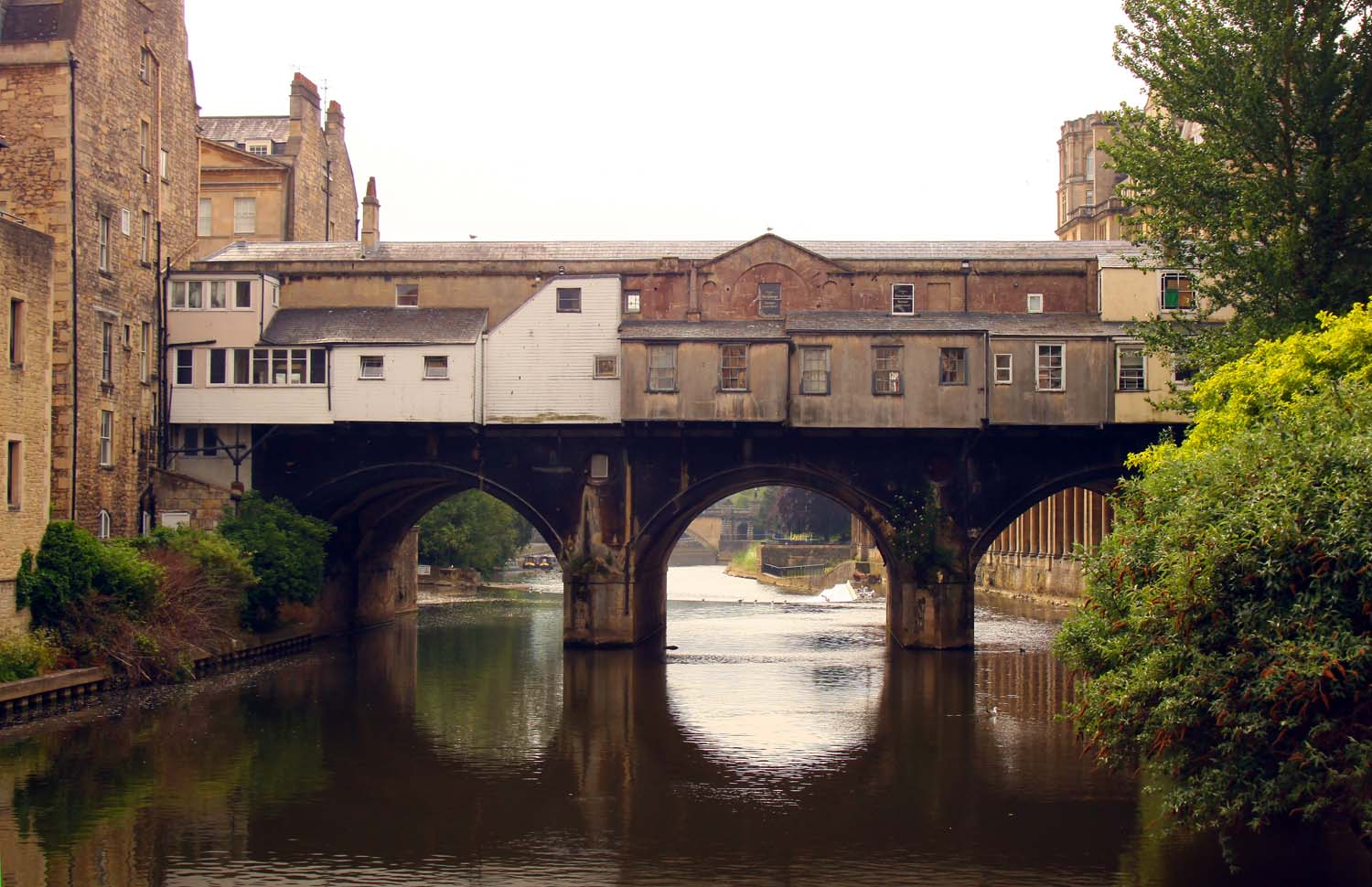
Pulteney Bridge, Bath, Regno Unito
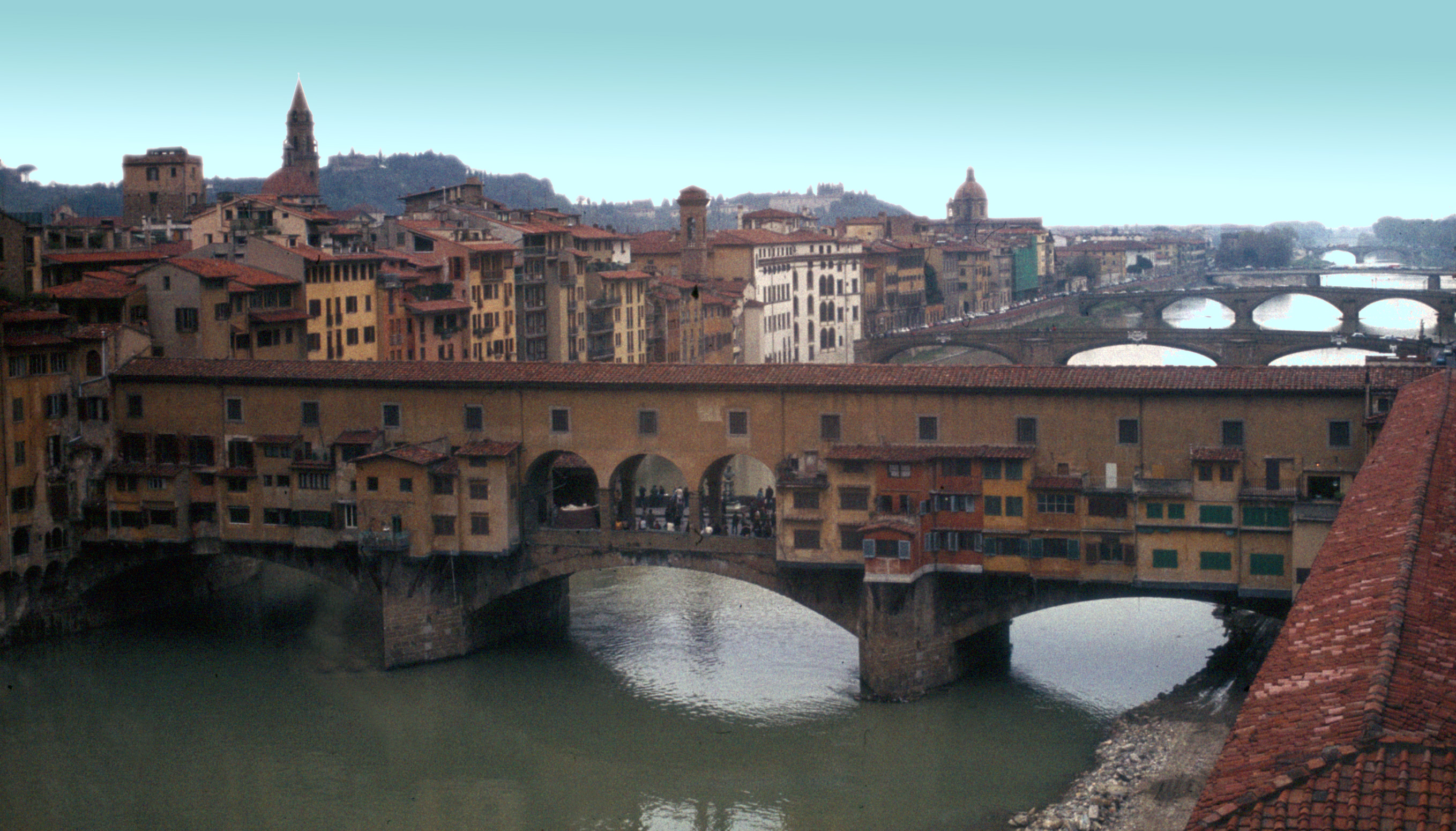
Ponte Vecchio, Firenze, Italia
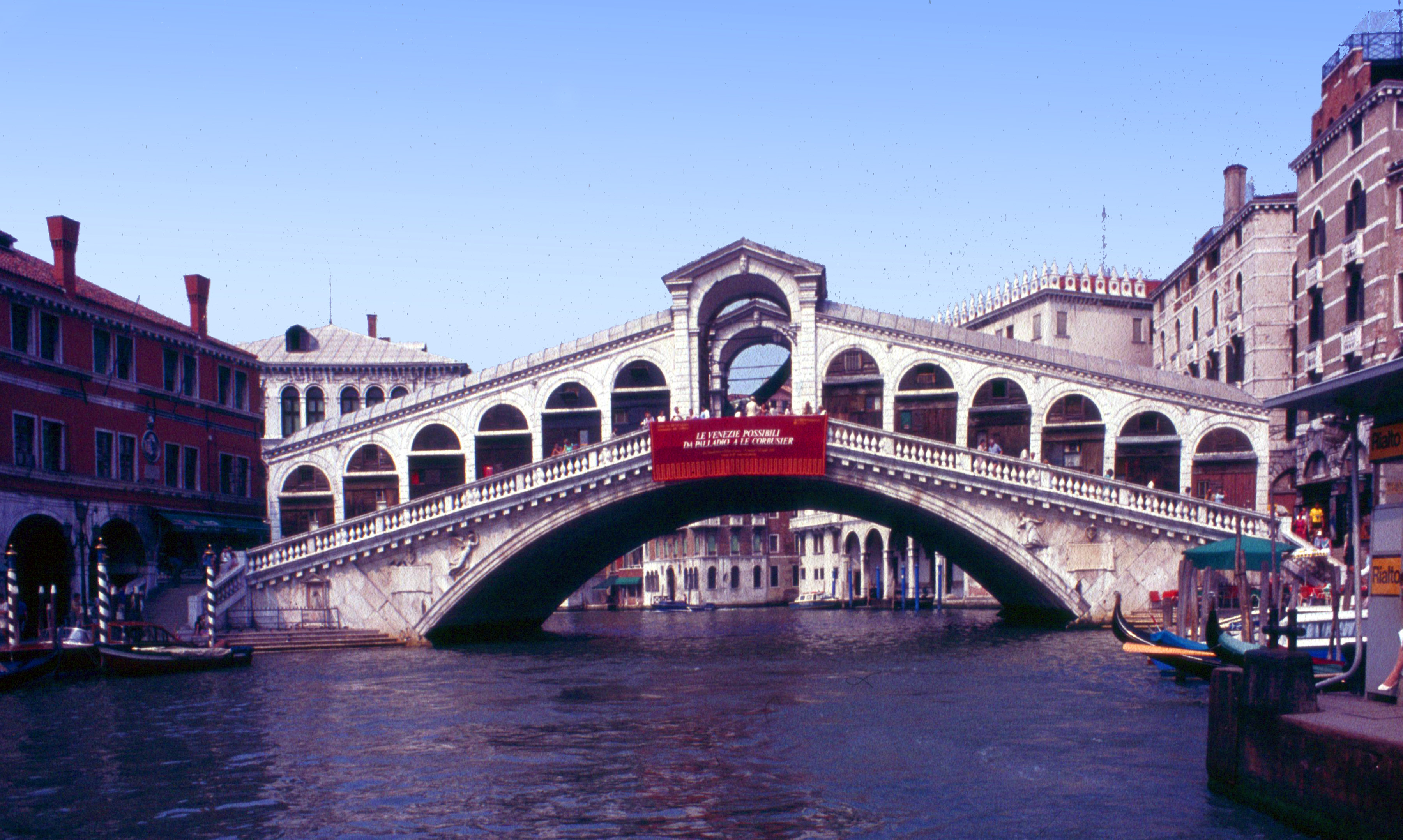
Ponte di Rialto, Venezia, Italia
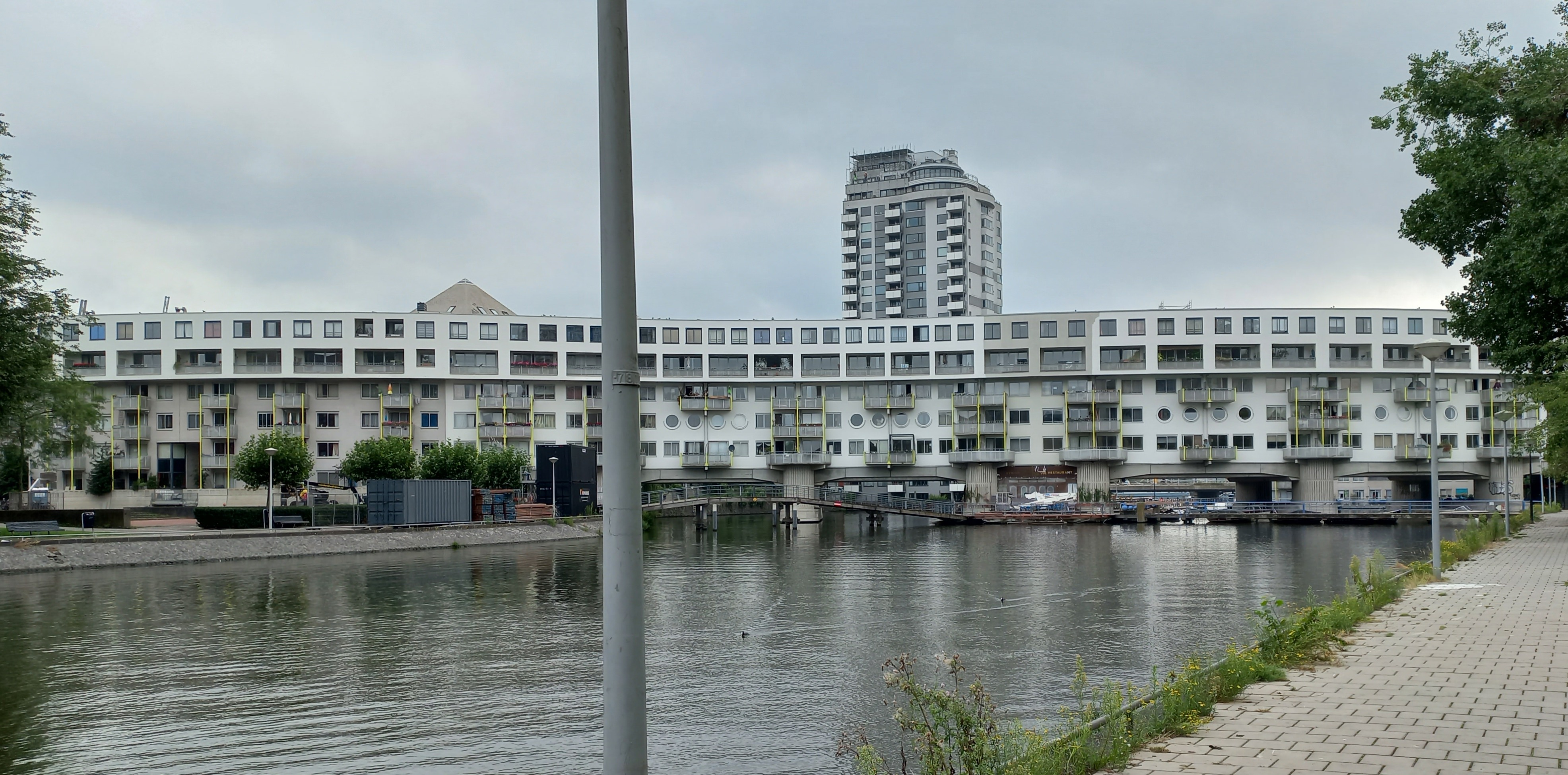
Entrepotbrug, Amsterdam, Paesi Bassi
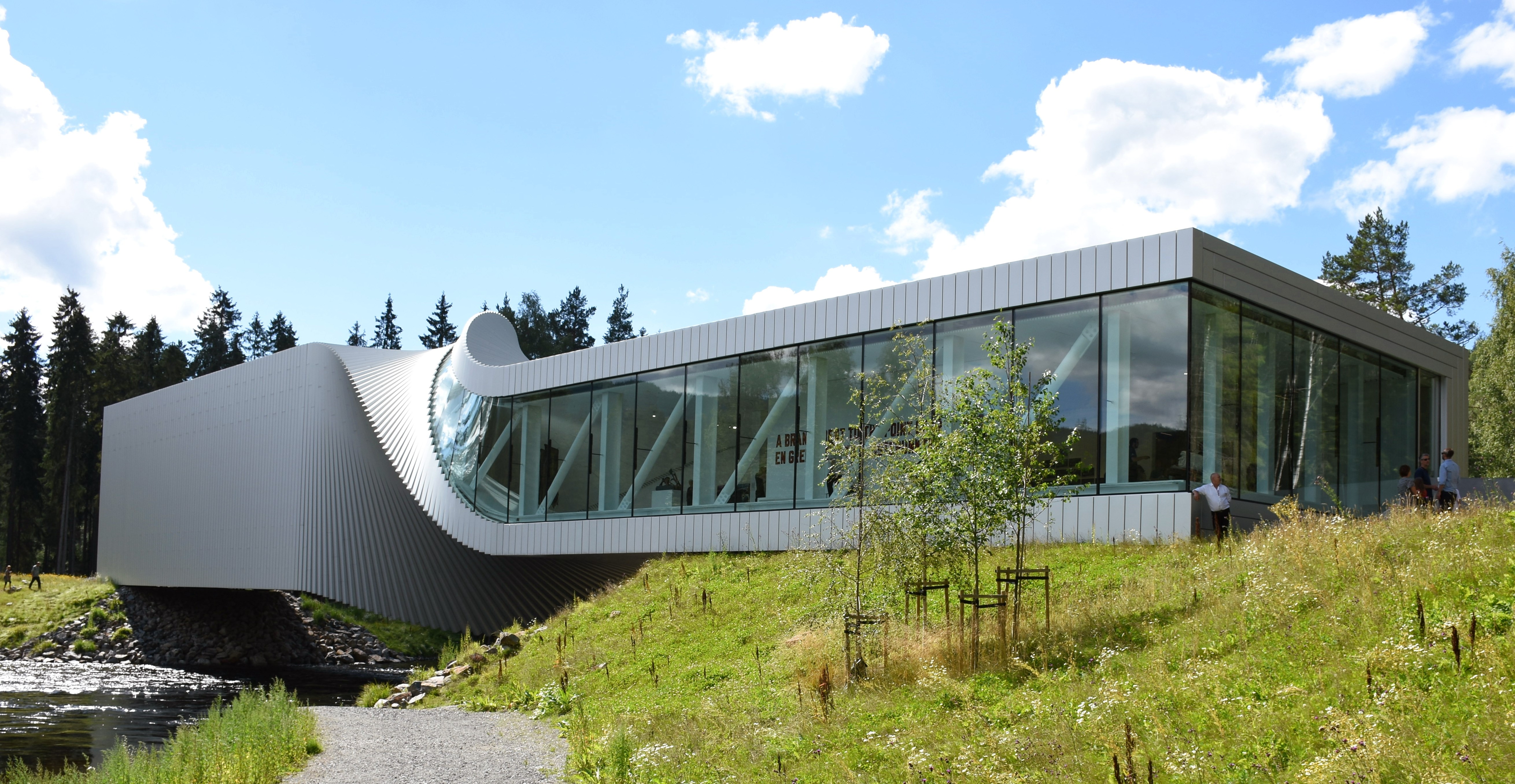
The Twist, Jevnaker, Norvegia
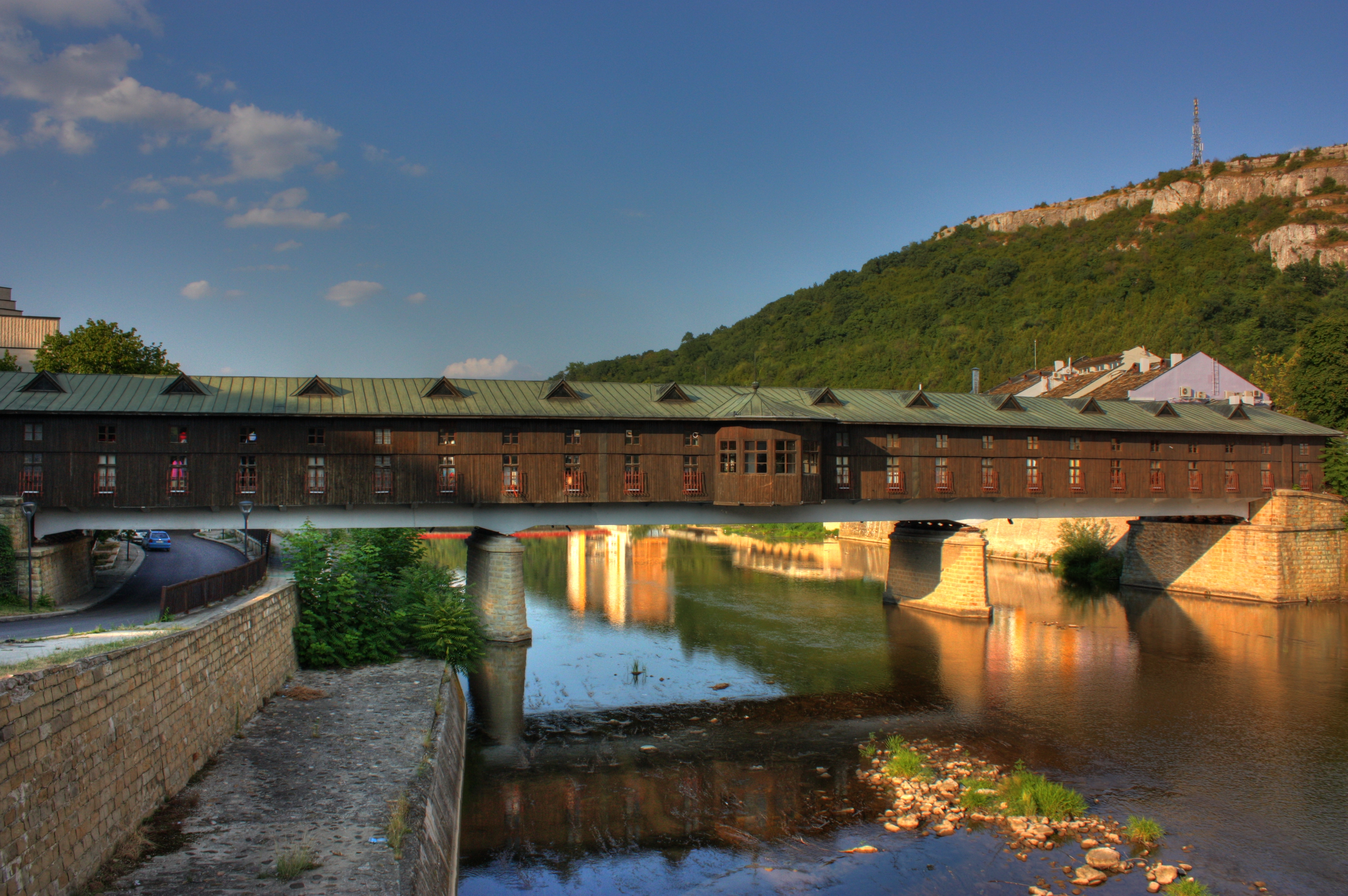
Ponte Coperto, Loveč, Bulgaria
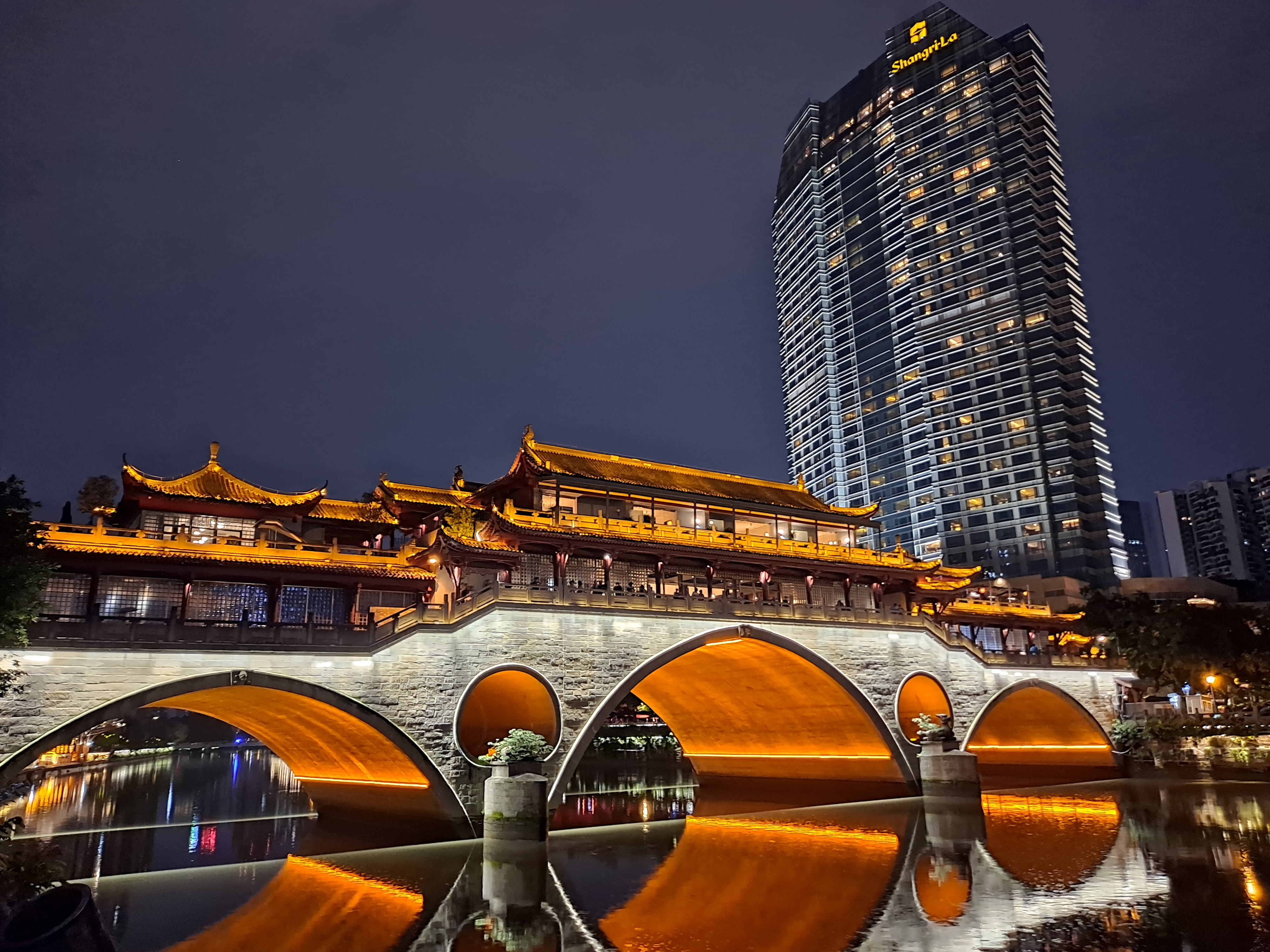
Ponte di Anshun, Chengdu, Cina
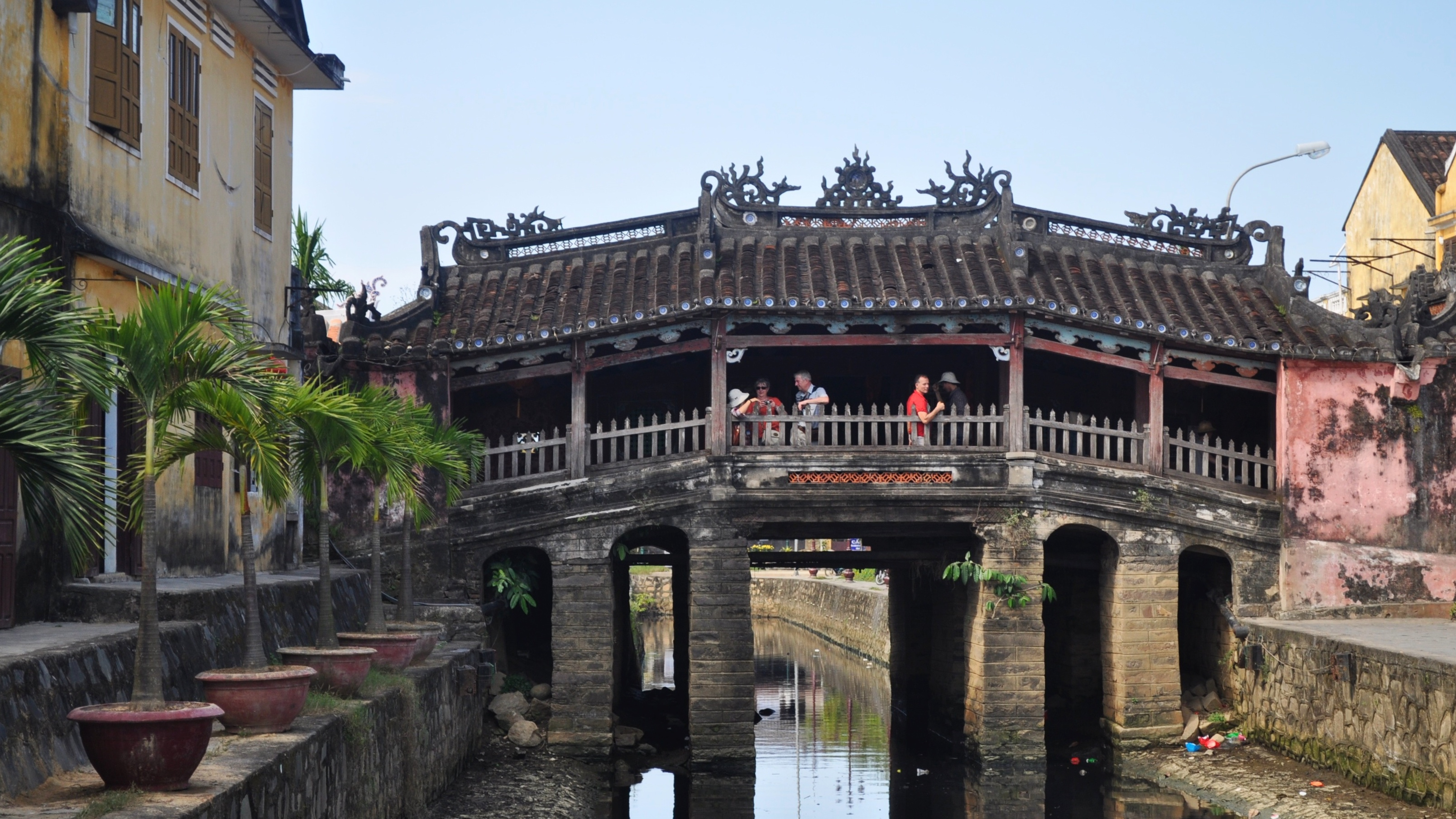
Ponte giapponese o Chùa cầu, Hội An, Vietnam